# Wolfram Ruf
Wolfram Ruf (* 1958) ist ein deutscher Mediziner (Hämatologie).
Ruf studierte Medizin an der Universität Gießen und war 1984 bis 1988 Doktorand  in der klinischen Forschungsgruppe Blutgerinnung und Thrombose der Max-Planck-Gesellschaft. Ab 1988 war er am Scripps Research Institute, wo er 1996 eine volle Professur erhielt. 2012 erhielt er eine Humboldt-Professur und ist seit 2014 Professor für Experimentelle Hämostaseologie und Wissenschaftlicher Direktor des Centrums für Thrombose und Hämostase (CTH) an der Universitätsmedizin der Universität Mainz.
Er befasst sich mit Blutgerinnung und den beteiligten Enzymen (insbesondere Thromboplastin) und Signalfaktoren und Signalwegen, der Wechselwirkung mit dem Immunsystem, der Rolle bei Krebs, Entzündungen, Angiogenese und Übergewicht.
2005 erhielt er den Special Recognition Award in Thrombosis der American Heart Association.